# Tresivio
Tresivio é uma comuna italiana da região da Lombardia, província de Sondrio, com cerca de 1.995 habitantes. Estende-se por uma área de 15 km², tendo uma densidade populacional de 130 hab/km². Faz fronteira com Montagna in Valtellina, Piateda, Poggiridenti, Ponte in Valtellina.

## Demografia
| Variação demográfica do município entre 1861 e 2011                               |
|                                                                                   |
| Fonte: Istituto Nazionale di Statistica (ISTAT) - Elaboração gráfica da Wikipedia |